# Avon, Maine
Avon är en kommun (town) i Franklin County i Maine. Vid 2010 års folkräkning hade Avon 461 invånare.